# Vieux-Charmont
Vieux-Charmont ist eine französische Gemeinde mit 2.829 Einwohnern (Stand: 1. Januar 2022) im Département Doubs in der Region Bourgogne-Franche-Comté.

## Geographie
Vieux-Charmont liegt auf 326 m über dem Meer, etwa vier Kilometer nordöstlich der Stadt Montbéliard (Luftlinie). Das Dorf erstreckt sich im nordöstlichen Teil des Beckens von Montbéliard, am westlichen Rand der breiten Talebene von Savoureuse und Allan, am Fuß des Hügels Chaux.
Die Fläche des 2,51 km² großen Gemeindegebiets umfasst einen Abschnitt der leicht gewellten Landschaft im Bereich der Burgundischen Pforte (Trouée de Belfort). Der Hauptteil des Gebietes wird von der ungefähr 2 km breiten Talebene von Savoureuse und Allan eingenommen, die durchschnittlich auf 320 m liegt. Durch diese Talebene fließt die Savoureuse mit mehreren Windungen nach Süden. Verschiedene ehemalige Sand- und Kiesgruben sind heute mit Wasser gefüllt (Étangs de Brognard) und dienen zusammen mit dem östlich der Savoureuse gelegenen Waldgebiet Bois Dessous als Naherholungsgebiet von Montbéliard. Im Westen reicht das Gebiet an den Hang des Hügels Chaux (bis 355 m). Nach Norden erstreckt sich das Gemeindeareal über die Anhöhe von Grand Bouloy (361 m) bis an den Rand des Waldgebietes Grands Bois. Hier wird mit 367 m die höchste Erhebung von Vieux-Charmont erreicht.
Nachbargemeinden von Vieux-Charmont sind Nommay im Norden, Brognard im Osten, Étupes und Sochaux im Süden sowie Grand-Charmont im Westen.

## Geschichte
Die erste schriftliche Erwähnung von Vieux-Charmont erfolgte im Jahr 1189 in einer Urkunde von Papst Clemens III., der dem Kloster Belchamp Güterbesitz in Chalvus mons bestätigte. Der Ortsname ist von den lateinischen Wörtern calx (Kalk) und mons (Berg) abgeleitet. Im Lauf der Zeit wandelte sich die Schreibweise über Vilchalmont (1196), Viez Charmont (1340) zu Vieulx Charmont (1616). Zu Beginn des 19. Jahrhunderts hieß die Ortschaft während einiger Zeit Charmont-sur-l’Eau.
Seit dem Mittelalter gehörte Vieux-Charmont zum Herrschaftsgebiet der Grafen von Montbéliard. Die Reformation wurde ab 1538 im Dorf eingeführt. Mit der Annexion der Grafschaft Württemberg-Mömpelgard (Montbéliard) gelangte das Dorf 1793 endgültig in französische Hand. Vom 17. bis zum 19. Jahrhundert wurde bei Vieux-Charmont Eisenerz abgebaut. Im Verlauf des 19. Jahrhunderts entwickelte sich Vieux-Charmont zu einem Industriestandort mit der Textilindustrie (1866 bis 1939) und der Fabrik Marti (1869 als Uhrenfabrik gegründet, spezialisierte sich später auf die Herstellung von Metallzubehör für den Automobilbau; 2005 wurde der Betrieb eingestellt) als wichtigste Vertreter. Mit der Eröffnung der Trambahn von Montbéliard nach Belfort wurde Vieux-Charmont 1913 an das Netz des öffentlichen Verkehrs angeschlossen. Der Betrieb auf der Strecke wurde 1940 jedoch wieder aufgegeben. Infolge der Nähe der Peugeot-Fabriken (Sochaux, Montbéliard) machte das Dorf ab etwa 1955 eine rasche Entwicklung zum Wohnvorort von Montbéliard durch.

## Sehenswürdigkeiten
Seit der Reformation hat Vieux-Charmont eine lutherische Kirchengemeinde, die sich 1849 eine Kirche (Temple luthérien) baute. Davor nutzten die Lutheraner einen Saal im Schulgebäude mit. Die Industrialisierung zog auch Katholiken nach Vieux-Charmont, für die ab 1877 die Kirche Saint-Justin erbaut wurde, wobei der heutige Glockenturm erst 1901 angefügt wurde. Von 1890 stammt das Château Marti, das vom Gründer der Uhrenfabrik errichtet wurde.

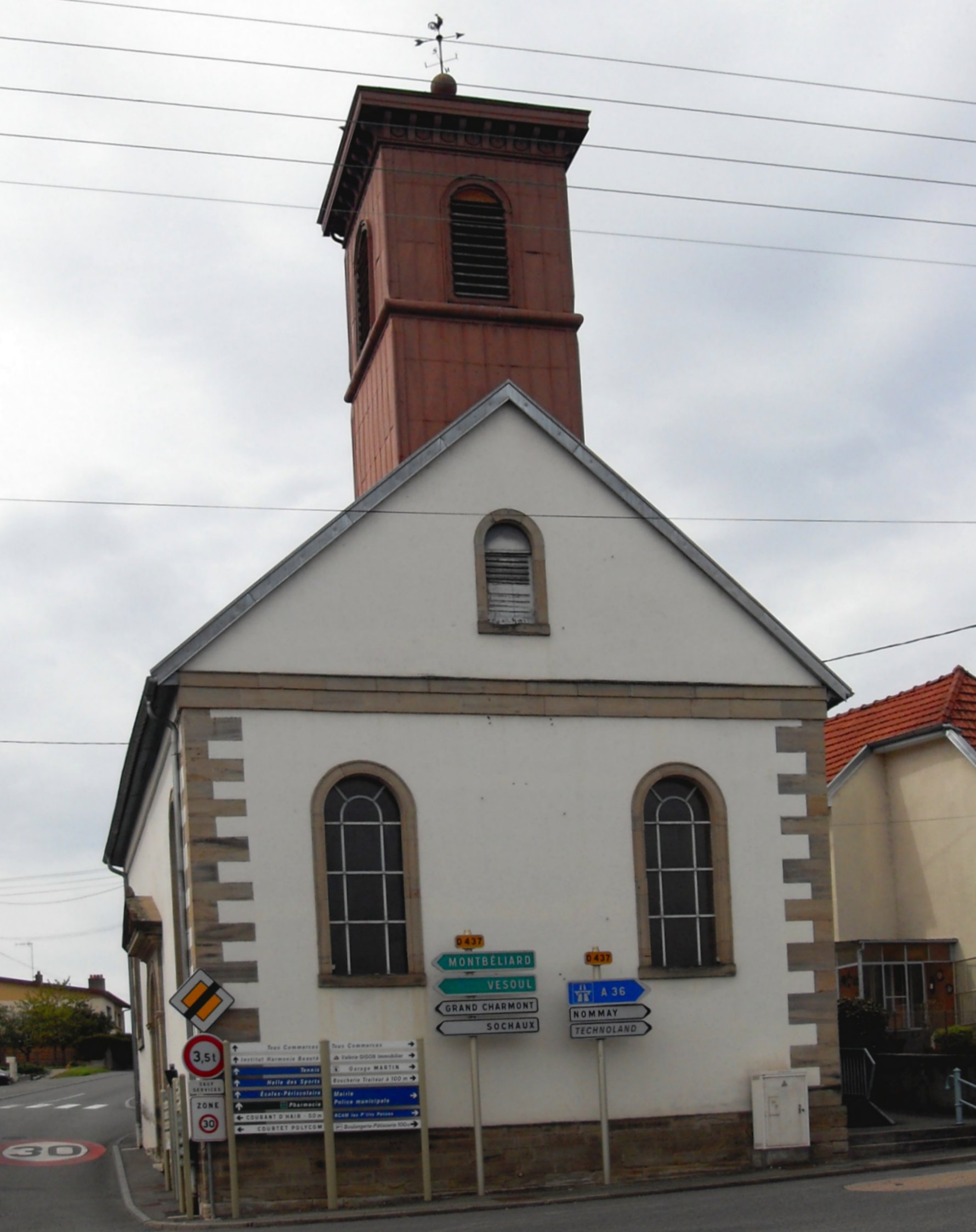
Lutherische Kirche
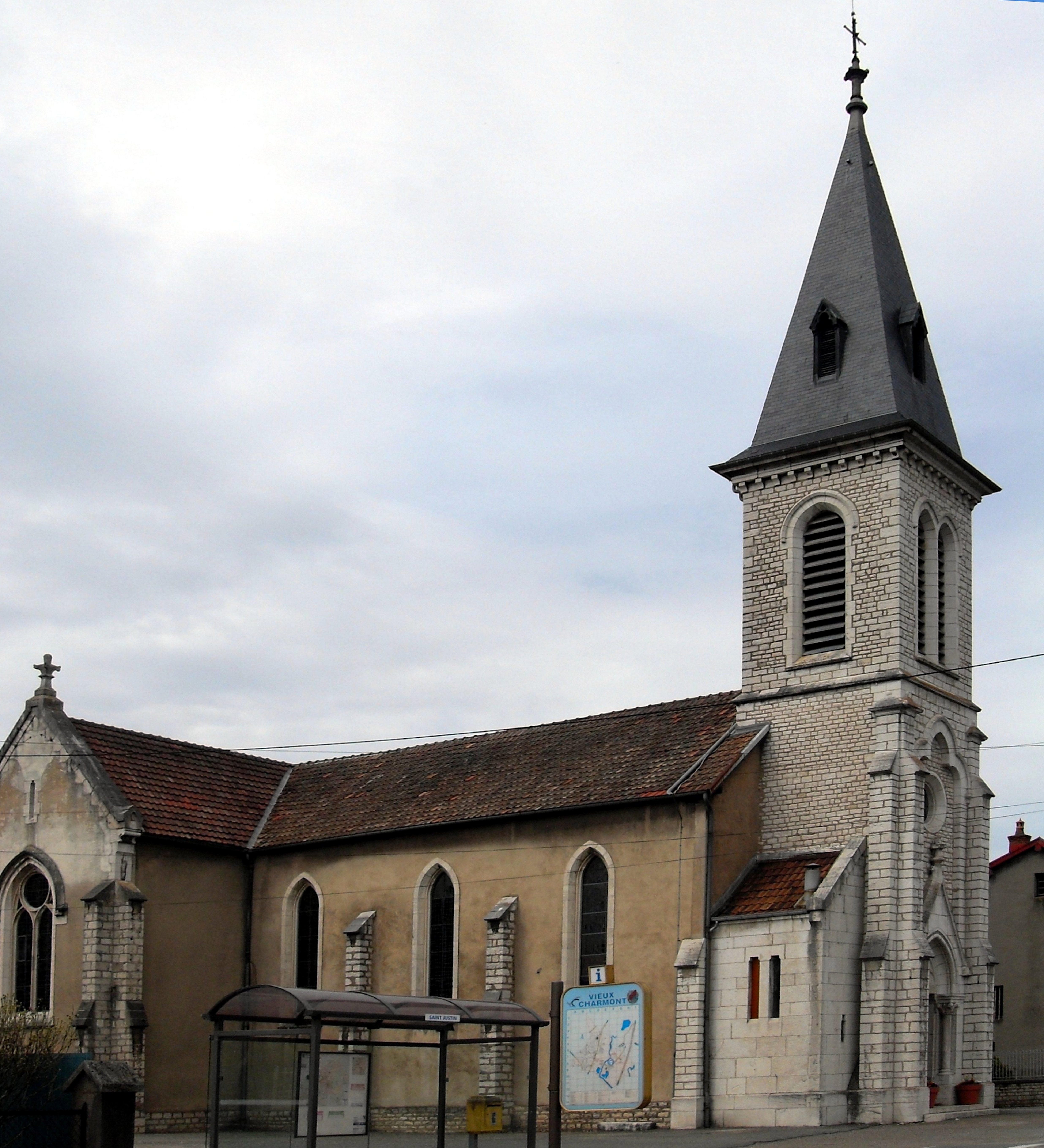
Kirche Saint-Justin
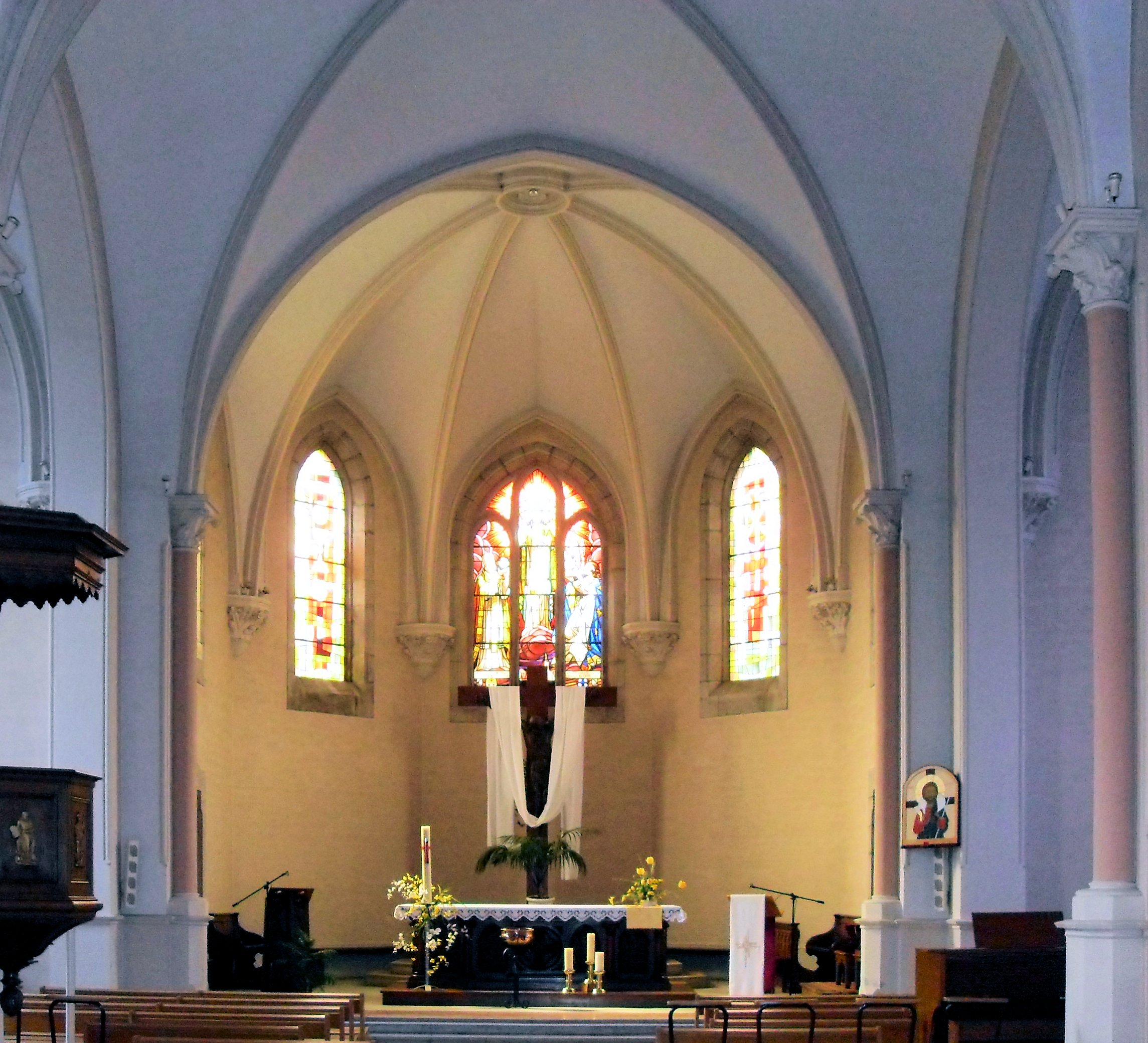
Innenansicht Saint-Justin

## Bevölkerung
| Jahr                       | 1962 | 1968 | 1975 | 1982 | 1990 | 1999 | 2007 | 2016 |
| Einwohner                  | 2526 | 2790 | 3167 | 2680 | 2571 | 2509 | 2487 | 2725 |
| Quellen: Cassini und INSEE |      |      |      |      |      |      |      |      |

Mit 2829 Einwohnern (Stand 1. Januar 2022) gehört Vieux-Charmont zu den mittelgroßen Gemeinden des Départements Doubs. Nachdem die Einwohnerzahl in der ersten Hälfte des 20. Jahrhunderts nur relativ geringe Schwankungen gezeigt hatte, setzte ab etwa 1950 eine markante Bevölkerungszunahme ein. Innerhalb von rund 20 Jahren verdreifachte sich die Einwohnerzahl. Mit ungefähr 3200 Einwohnern wurde Mitte der 1970er Jahre der bisherige Höchststand erreicht. Die Wirtschaftskrise und die Restrukturation der Industrie im Pays de Montbéliard in der Zeit von 1975 bis 1990 führten dazu, dass viele Arbeiter und Familien wegzogen. Demzufolge wurde ein deutlicher Bevölkerungsrückgang verzeichnet. Bis heute hält der rückläufige Trend in abgeschwächter Form an. Seit dem Höchststand hat Vieux-Charmont etwa 700 Einwohner verloren, was einem Rückgang von 20 %  entspricht. Heute ist das Siedlungsgebiet von Vieux-Charmont mit denjenigen von Sochaux, Grand-Charmont und Nommay beinahe lückenlos zusammengewachsen.

## Wirtschaft und Infrastruktur
Seit Mitte des 19. Jahrhunderts entwickelte sich Vieux-Charmont zu einer industriell geprägten Gemeinde und seit etwa 1960 zum Wohnvorort von Montbéliard. Heute sind in der Gemeinde rund 50 Betriebe des Klein- und Mittelgewerbes ansässig, vor allem in den Bereichen Mechanik, Bau- und Transportgewerbe, Herstellung von Rollladen, sowie mehrere Verteillager. Ferner gibt es zahlreiche Geschäfte des Einzelhandels für den täglichen Bedarf. Viele Erwerbstätige sind auch Wegpendler, die in den anderen Gemeinden der Agglomeration Montbéliard ihrer Arbeit nachgehen.
Die Ortschaft ist verkehrstechnisch gut erschlossen. Sie liegt an der Hauptstraße, die von Montbéliard nach Belfort führt. Der nächste Anschluss an die Autobahn A36, welche das Gemeindegebiet durchquert, befindet sich in einer Entfernung von ungefähr 1,5 Kilometern. Weitere Straßenverbindungen bestehen mit Grand-Charmont, Brognard und Étupes. Mit der Stadt Montbéliard und den umliegenden Gemeinden ist Vieux-Charmont durch verschiedene Buslinien verbunden.